# Hans Leibelt

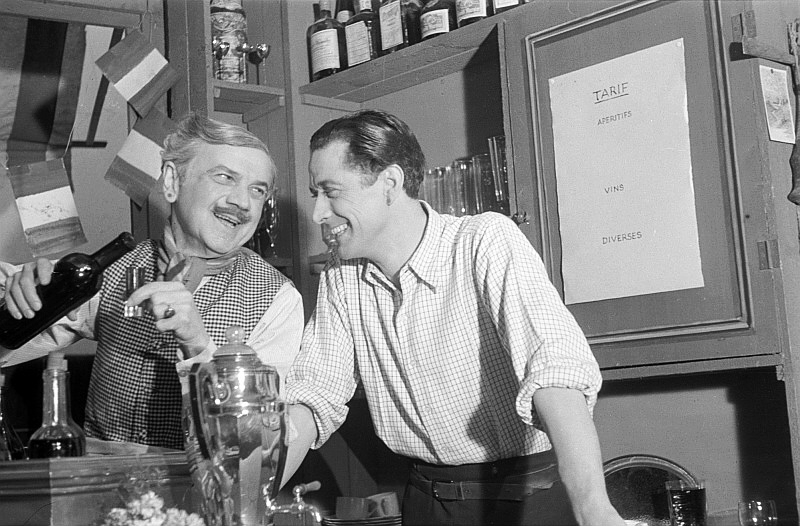
Hans Leibelt (links) mit Hans Söhnker in Zum goldenen Anker von Marcel Pagnol, Schlossparktheater Berlin (1946),
Foto: Abraham Pisarek

Hans August Hermann Leibelt (* 11. März 1885 in Volkmarsdorf; † 3. Dezember 1974 in München) war ein deutscher Schauspieler.

## Leben
Als Sohn des Lehrers Karl August Leibelt und dessen Ehefrau Fanny Helene, geborene Rascher, bei Leipzig geboren, besuchte er das Nikolai Gymnasium in Leipzig und lernte nach der Schulzeit an der Höheren Weberschule Textilkaufmann. Er arbeitete dann als Volontär in einer großen Dresdener Weberei. Leibelt entschloss sich jedoch, Schauspieler zu werden und nahm in Leipzig Schauspielunterricht bei Ernst Bornstedt. 1903 debütierte er am Theater Eisenach, spielte sodann in Eschwege, von 1905 bis 1919, unterbrochen vom Kriegsdienst, am Leipziger Schauspielhaus, von 1920 bis 1922 am Hessischen Landestheater Darmstadt und von 1922 bis 1925 an den Münchner Kammerspielen. 1928 kam er nach Berlin und spielte dort bis 1944 am Staatstheater. Leibelt stand 1944 in der Gottbegnadeten-Liste des Reichsministeriums für Volksaufklärung und Propaganda.
Leibelt übernahm am Theater zahlreiche Rollen, darunter 1922 Friedrich Murk in der Uraufführung von Trommeln in der Nacht an den Münchner Kammerspielen, 1928 Dreißiger in Die Weber, 1929 den Bürgermeister in König Johann, 1932 Jetter in Egmont, 1935 den Herzog in Zwei Herren aus Verona und 1937 Lachmann in Michael Kramer. Nach Kriegsende sah man ihn 1945 am Hebbel-Theater als Brown in der Dreigroschenoper.
Im Jahr 1922 drehte er seinen ersten Film, Mysterien eines Frisiersalons, danach wurde er häufig für Nebenrollen engagiert. Häufig spielte er, wohl aufgrund seiner Leibesfülle, Väter, Onkel, Diplomaten und Direktoren – wie 1944 in dem Film Die Feuerzangenbowle den Direktor Knauer, genannt „Zeus“. Später sprach er noch für die Sprechplatte die Sächsischen Miniaturen des Feuerzangenbowlen-Autors Hans Reimann.
Nach dem Zweiten Weltkrieg sah man ihn unter anderem am Deutschen Theater Berlin und am West-Berliner Renaissance-Theater. Er verlor aufgrund der schlechten Versorgungslage der Nachkriegszeit stark an Gewicht, so konnte er 1946 in dem DEFA-Trümmerstreifen Irgendwo in Berlin den abgemagerten Maler Eckmann darstellen. Nachdem er wieder zugenommen hatte, spielte er in vielen Unterhaltungsfilmen wie Das schwarze Schaf oder Max, der Taschendieb mit. Im Jahr 1962 erhielt er das Filmband in Gold für langjähriges und hervorragendes Wirken im deutschen Film. Im gleichen Jahr wurde er mit dem Bundesverdienstkreuz ausgezeichnet. Erst 1970, mit 85 Jahren, beendete er seine Karriere.
Leibelt setzte nach dem Krieg auch seine Theaterlaufbahn fort und spielte unter anderem 1947 im Theater am Schiffbauerdamm den Fregattenkapitän in Friedrich Wolfs Drama Die Matrosen von Cattaro oder 1966 am Thalia Theater Hamburg den Hausarzt in Der Meteor  von Friedrich Dürrenmatt. Er stattete seine Rollen stets mit einer ihm eigenen feinen Ironie aus.
Der einstige Ufa-Star lebte nach dem Tod seiner Frau, der Schauspielerin Jenny Orf, seit 1950 mit der Schauspielerin Hilli Wildenhain, einer Tochter des Schauspielers Bernhard Wildenhain, zusammen; seine letzten Lebensjahre verbrachte er in einem Münchener Altenheim. Nach einem Sturz wurde ihm ein künstliches Hüftgelenk eingesetzt. Er starb etwa ein Jahr später nach zweiwöchiger Bewusstlosigkeit. Seine Asche wurde in einem Urnengrab (H-22) des Münchner Ostfriedhofs beigesetzt und später auf den Bogenhausener Friedhof überführt. Das Grab wurde 2017 aufgelassen.

## Filmografie (Auswahl)
- 1922: Mysterien eines Frisiersalons
- 1923: Das Abenteuer von Sagossa
- 1926: Heimliche Sünder
- 1927: Der falsche Prinz
- 1930: Der Mann, der seinen Mörder sucht
- 1931: Der Hauptmann von Köpenick
- 1931: Gassenhauer
- 1933: So ein Mädel vergißt man nicht
- 1933: Morgenrot
- 1934: Konjunkturritter
- 1934: Ein Mann will nach Deutschland
- 1934: Heinz im Mond
- 1934: Die Insel
- 1935: Der alte und der junge König
- 1935: Der höhere Befehl
- 1935: Der grüne Domino
- 1935: Die Werft zum grauen Hecht
- 1936: Donner, Blitz und Sonnenschein
- 1936: Eine Frau ohne Bedeutung
- 1936: Savoy-Hotel 217
- 1937: Kapriolen
- 1937: Meine Freundin Barbara
- 1938: Rätsel um Beate
- 1938: Großalarm
- 1938: Die fromme Lüge
- 1938: Tanz auf dem Vulkan
- 1938: Mordsache Holm
- 1938: Das Mädchen von gestern Nacht
- 1939: Der Schritt vom Wege
- 1939: Der Stammbaum des Dr. Pistorius
- 1939/41: Frauen sind doch bessere Diplomaten
- 1940: Casanova heiratet
- 1940: Lauter Liebe
- 1940: Die Rothschilds
- 1940: Friedrich Schiller – Der Triumph eines Genies
- 1940: Kora Terry
- 1940: Der Kleinstadtpoet
- 1940: Das Fräulein von Barnhelm
- 1941: Immer nur Du
- 1941: Carl Peters
- 1941: Der Gasmann
- 1941: Hauptsache glücklich
- 1941: Die schwedische Nachtigall
- 1941: Tanz mit dem Kaiser
- 1942: Viel Lärm um Nixi
- 1942: Die Sache mit Styx
- 1943: Die Wirtin zum Weißen Rößl
- 1943: Titanic
- 1943: Der kleine Grenzverkehr
- 1943: Ich werde dich auf Händen tragen
- 1943: Reise in die Vergangenheit
- 1943/46: Peter Voss, der Millionendieb
- 1944: Die Zaubergeige
- 1944: Die Feuerzangenbowle
- 1944: Ein fröhliches Haus
- 1944: Die Affäre Roedern
- 1946: Irgendwo in Berlin
- 1947: Ehe im Schatten
- 1947: Razzia
- 1948: 1-2-3 Corona
- 1949: Ich mach dich glücklich
- 1950: Der Mann, der sich selber sucht
- 1950: Fünf unter Verdacht
- 1950: Epilog – Das Geheimnis der Orplid
- 1950: Die Lüge
- 1950: Meine Nichte Susanne
- 1950: Export in Blond
- 1951: Heidelberger Romanze
- 1951: Es geht nicht ohne Gisela
- 1951: Es geschehen noch Wunder
- 1952: Fritz und Friederike
- 1952: Das kann jedem passieren
- 1952: Haus des Lebens
- 1953: Die geschiedene Frau
- 1953: Man nennt es Liebe
- 1953: Die vertagte Hochzeitsnacht
- 1953: Unter den Sternen von Capri
- 1954: Ein Mädchen aus Paris
- 1954: Und der Himmel lacht dazu (Bruder Martin)
- 1955: Du mein stilles Tal
- 1955: Königswalzer
- 1955: Suchkind 312
- 1955: San Salvatore
- 1955: Die spanische Fliege
- 1955: Laß die Sonne wieder scheinen
- 1956: Charleys Tante
- 1956: Mädchen mit schwachem Gedächtnis
- 1956: Wo war David Preston?
- 1956: Schwarzwaldmelodie
- 1956: Heidemelodie
- 1957: Kleiner Mann – ganz groß
- 1957: Der tolle Bomberg
- 1957: Gruß und Kuß vom Tegernsee
- 1957: Heiraten verboten
- 1957: Es wird alles wieder gut
- 1957: Vater sein dagegen sehr
- 1957: Frühling in Berlin
- 1958: Der Pauker
- 1958: Peter Voss, der Millionendieb
- 1958: Die Beklagte
- 1958: Wir Wunderkinder
- 1959: Buddenbrooks – 1. und 2. Teil
- 1959: Der Haustyrann
- 1959: Ein Mann geht durch die Wand
- 1959: Labyrinth
- 1959: Der Mann, der sich verkaufte
- 1959: Liebe auf krummen Beinen
- 1959: Alle Tage ist kein Sonntag
- 1960: Die Botschafterin
- 1960: Das Glas Wasser
- 1960: Das schwarze Schaf
- 1960: Mein Schulfreund
- 1960: Der wahre Jakob
- 1960: Der Hauptmann von Köpenick
- 1961: Unerwartet verschied
- 1961: Im 6. Stock
- 1962: Der Himmel kann warten (Fernsehspiel des ORF)
- 1962: Max, der Taschendieb
- 1962: Der 42. Himmel
- 1962: Das schwarz-weiß-rote Himmelbett
- 1965: Das Liebeskarussell
- 1966: Grieche sucht Griechin
- 1966: Der Mann, der sich Abel nannte

## Hörspiele
- 1949: Theodor Fontane: Effi Briest (von Wüllersdorf) – Regie: Heinz-Günter Stamm (Hörspiel – BR)
- 1952: Paul Verhoeven, Toni Impekoven: Das kleine Hofkonzert – Regie: Heinz-Günter Stamm (Hörspielbearbeitung – BR)